# 鋪管工
舖管工（英語：Pipelayer）是一種專業城市建設工人，該類工人鋪設城市建設和維護所需的管道，例如雨水管道，下水道，排水管和水管。